# Louis Ralph
Louis Ralph (Graz, 17 de agosto de 1878 – Berlim, agosto de 1952), nasceu Ludwig Musik, foi um ator e diretor de cinema austríaco.

## Filmografia selecionada
- Diamonds (1920)
- Lady Hamilton (1921)
- The Unknown Tomorrow (1923)
- The Green Manuela (1923)
- Tragedy in the House of Habsburg (1924)
- The Humble Man and the Chanteuse (1925)
- Our Emden (1926)
- The Queen Was in the Parlour (1927)
- Ghost Train (1927)
- Alraune (1928)
- Cyanide (1930)
- Road to Rio (1931)
- The Virtuous Sinner (1931)
- Cruiser Emden (1932)
- Artisten (1935)
- The Deruga Case (1938)
- Kongo-Express (1939)
- The Thing About Styx (1942)
- The Golden City (1942)
- I pagliacci (1943)